# Harplinge landsfiskalsdistrikt
Harplinge landsfiskalsdistrikt var 1918–1964 ett landsfiskalsdistrikt i Hallands län, bildat när Sveriges indelning i landsfiskalsdistrikt trädde i kraft den 1 januari 1918, enligt beslut den 7 september 1917. Den 1 januari 1965 avskaffades i Sverige samtliga landsfiskaler och landsfiskalsdistrikt, och deras arbetsuppgifter delades upp på de nyskapade indelningarna polisdistrikt, åklagardistrikt och kronofogdedistrikt.
Landsfiskalsdistriktet låg under länsstyrelsen i Hallands län.

## Ingående områden
När Sveriges nya indelning i landsfiskalsdistrikt trädde i kraft den 1 oktober 1941 (enligt kungörelsen den 28 juni 1941) tillfördes kommunerna Snöstorp och Trönninge från det upplösta Halmstads landsfiskalsdistrikt och Slättåkra landskommun överfördes till det nybildade Oskarströms landsfiskalsdistrikt. Samtidigt anförde regeringen i kungörelsen att den ville i framtiden besluta om överföring av kommunerna Eldsberg och Tönnersjö till Harplinge landsfiskalsdistrikt från Laholms landsfiskalsdistrikt. När Sveriges nya indelning i landsfiskalsdistrikt trädde i kraft den 1 januari 1952 (enligt kungörelsen 1 juni 1951) ändrades distriktets indelning dels genom kommunreformen 1952, dels genom överförande av områden till och från närliggande distrikt.

### Från 1918
Halmstads härad:
- Getinge landskommun
- Harplinge landskommun
- Holms landskommun
- Kvibille landskommun
- Rävinge landskommun
- Slättåkra landskommun
- Steninge landskommun
- Söndrums landskommun
- Vapnö landskommun
- Övraby landskommun

### Från 1941
Halmstads härad:
- Getinge landskommun
- Harplinge landskommun
- Holms landskommun
- Kvibille landskommun
- Rävinge landskommun
- Steninge landskommun
- Söndrums landskommun
- Vapnö landskommun
- Övraby landskommun

Tönnersjö härad
- Snöstorps landskommun
- Trönninge landskommun

### Från 1 januari 1952
- Eldsberga landskommun
- Getinge landskommun
- Harplinge landskommun
- Simlångsdalens landskommun
- Söndrums landskommun